# Llandudno Football Club
Il Llandudno Football Club, meglio noto come Llandudno, è una società calcistica gallese con sede nella città di Llandudno.

## Storia
La prima squadra di calcio attiva a Llandudno risale al 1878, quando venne fondato il Gloddaeth Rovers, che cedette poi il passo al Llandudno Swifts come principale club cittadino. Dopo la scomparsa del Swifts nel 1901, si formò un nuovo club, il Llandudno Amateurs che nel 1988 assunse la denominazione di Llandudno Football Club.
Il club fu creato per i giocatori di cricket liberi dall'attività durante la loro stagione di riposo. 
Il Llandudno fu membro fondatore della Welsh National League (North) nel 1921 e fu campione nel 1923 e vincitore della League Cup nel 1930. Il club vinse la North Wales Combination FA Cup nel 1926 e la North Wales Amateur Cup nel 1929. Una polemica colpì il club nel 1931 quando la FAW ordinò loro di giocare nel Galles orientale, che il Llandudno rifiutò e fu sospeso.
Il Llandudno fu membro fondatore della Welsh League (North) nel 1935 e rimase nella lega fino allo scoppio della seconda guerra mondiale nel 1939, per rientrarvi nel 1945 e rimanerci fino al 1974. Il Llandudno fu campione della lega nel 1936, bissando il successo nella stagione successiva; inoltre il club vinse la North Wales Amateur Cup nel 1948 e nel 1962, la Alves Cup nel 1951 e la Cookson Cup nel 1965. Il club si trasferì nella sua sede attuale, il Maesdu Park, nel 1991. 
L'attuale terreno di gioco è stato ufficialmente inaugurato nel 1991 e nel 1994 vennero installati i riflettori. La stagione successiva ha visto la costruzione di una club house e due piccole gradinate che forniscono posti a sedere coperti per 130 spettatori. Nella stagione 2004-2005 sono stati completati nuovi spogliatoi. Nuove tribune, con accesso per disabili, sono state installate per soddisfare i criteri stabiliti dalla Welsh Premier League.
Dopo il successo della stagione 2014-2015 nella Cymru Alliance, il Llandudno è stato promosso nella Welsh Premier League per la prima volta nella sua storia.
Nel luglio 2015, il Llandudno ha stretto una importante partnership strategica con l'organizzazione locale, la MBi Consulting Ltd: per tale motivo il club venne denominato MBi Llandudno Football Club e il Maesdu Park fu rinominato Park MBi Maesdu. Il Llandudno ha vissuto una ottima nella prima stagione in Welsh Premier League, che ha terminato al terzo posto e si è guadagnato un posto per l'Europa League per la prima volta nella sua storia nella stagione 2016-2017.

## Allenatori
- Alan Morgan (2012-2017)

## Palmarès

### Competizioni nazionali
- Cymru Alliance: 1

2014-2015

### Competizioni regionali
- Welsh National League (Wrexham Area): 1

1922-1923
- North Wales Combination FA Cup: 1

1925-1926
- North Wales Amateur Cup: 3

1928-1929, 1947-1948, 1961-1962

### Altri piazzamenti
- Cymru Alliance:

Secondo posto: 2002-2003
Terzo posto: 1996-1997, 2009-2010
- Welsh Premier League:

Terzo posto: 2015-2016
- Cymru North:

Terzo posto: 2022-2023

## Statistiche e record

### Statistiche nelle competizioni UEFA
Tabella aggiornata alla fine della stagione 2018-2019.
| Competizione                  | Partecipazioni | G | V | N | P | RF | RS |
| ----------------------------- | -------------- | - | - | - | - | -- | -- |
| Coppa UEFA/UEFA Europa League | 1              | 2 | 0 | 0 | 2 | 1  | 7  |